# (Hey You) The Rock Steady Crew
(Hey You) The Rock Steady Crew ist die erste und bekannteste Single der Breakdance- und Musicalgruppe Rock Steady Crew. Veröffentlicht wurde der Song 1983 vom Label Charisma Records. Er erschien außerdem auf dem Debütalbum Ready for Battle.

## Erfolg
Das Lied erreichte hohe Platzierungen in einer Reihe von relevanten Plattenmärkten. Er erreichte in seiner vierten Woche mit Platz sechs seinen höchsten Stand in den britischen Musikcharts und in vielen europäischen Ländern war er unter den Top 10 zu finden. Er war daher ein großer Erfolg für die Breakdance-Gruppe, die ansonsten vor allem über ihre Auftritte bekannt wurde. Die teilnehmenden Musiker profitierten von ihrem Erfolg jedoch nur wenig. Die vor allem aus Jugendlichen bestehende Gruppe hatte keine Erfahrung mit dem Musikbusiness und obwohl mehr als eine Million Exemplare der Single abgesetzt wurden, bekamen sie von der Plattenfirma Charisma Records nur wenig Geld. Zudem hatten sie keine kreative Kontrolle über die unter ihrem Namen veröffentlichte Musik. Die Situation spitzte sich zu, nachdem Charisma Records von Virgin Records aufgekauft wurde. So wurde der Gruppe untersagt, live aufzutreten. So war ihre erste Hit-Single gleichzeitig das vorläufige Ende ihrer Karriere.
| ChartsChartplatzierungen     | Höchstplatzierung | Wochen |
| ---------------------------- | ----------------- | ------ |
| Deutschland (GfK)            | 6 (17 Wo.)        | 17     |
| Österreich (Ö3)              | 7 (8 Wo.)         | 8      |
| Schweiz (IFPI)               | 4 (12 Wo.)        | 12     |
| Vereinigtes Königreich (OCC) | 6 (13 Wo.)        | 13     |